# Al-Rusafa
|  | Per a altres significats, vegeu «Rusafa». |

Al-Rusafa (الرصافة en àrab) o Rusafa o Rasafa, fou un barri de Bagdad construït a la segona meitat del segle viii quan el califa al-Mansur va construir la seva Vila Rodona. Un complex hi fou construït pel seu hereu al-Mahdí que el va ocupar en tornar de Rayy a la tardor del 768. La construcció va durar set anys i es va acabar el 776 quan ja al-Mahdí era al tron. Com a califa, al-Mahdí va residir a al-Rusafa, però els seus successors ja no van escollir ni el barri ni el palau i van preferir al-Khuld, més a l'oest i sota al-Mutasim la capital es va traslladar a Samarra. Avui dia dona nom a un barri de Bagdad i un dels nou districtes administratius de la ciutat a la part oriental del Tigris.